# Хуго Бал (награда)
Международната литературна награда „Хуго Бал“ (на немски: Hugo-Ball-Preis) е учредена през 1990 г. от град Пирмазенс в памет на Хуго Бал. Присъжда се на всеки три години на лица, които „като хуманитерни учени и/или художествени творци работят в духа на родения през 1886 г. в Пирмазенс писател Хуго Бал – влязъл в литературната история като съосновател на дадаизма в Цюрих“.
Отличието е в размер на 10 000 €. Допълнително се присъжда поощрителна награда, възлизаща на 5000 €.

## Носители на наградата (подбор)
- Оскар Пастиор (1990)
- Сеес Нотебоом (1993)
- Роберт Менасе (1996)
- Юдит Херман (1999) (поощрение)
- Щефен Якобс (2002) (поощрение)
- Феридун Заимоглу (2005)
- Андреас Майер (2011)
- Томас Хюрлиман (2014), Марк Дегенс (поощрение)